# Dimercaprol
El dimercaprol es un compuesto oleoso líquido utilizado en medicina como agente quelante. Tiene el olor acre y desagradable que son característicos de los mercaptanos. Es soluble en agua hasta el punto de 8.7 gramos en 100 ml y es utilizado como terapéutica en la intoxicación por exposición excesiva al arsénico y otros metales pesados.

## Antecedentes históricos
Durante la Segunda Guerra Mundial, las tropas aliadas empezaron a sufrir los efectos de una sustancia gaseosa muy tóxica, por lo que se vio la necesidad de desarrollar una terapéutica para el tratamiento de la intoxicación producida por los gases utilizados por el enemigo, como la Lewisita (beta-cloroetildicloroarsina), un compuesto químico de síntesis con elevada toxicidad, acción vesicante y altamente irritante al pulmón. Este evento fue el detonante para iniciar en 1940, una investigación que a la sazón llevó al descubrimiento de Lloyd Arthur Stocken y colegas del departamento de bioquímica de la Universidad de Oxford, de una sustancia que actuara contra la lewisita. Cuando los científicos norteamericanos se unieron a los británicos en los estudios, designaron a la sustancia como BAL acrónimo de British Antilewisite (Anti-lewisita británica). Pero debido a la guerra, su descubrimiento se hizo público apenas en 1945. El descubrimiento del dimercaprol representa uno de los casos sobresalientes del desarrollo de un agente terapéutico útil como resultado de una investigación lógica paso a paso, contrario a lo que se hacía anteriormente, cuando se efectuaba un enfoque de selección empírica. En ese mismo año comenzaron a publicarse los primeros resultados del dimercaprol. Se descubrió que cuando la sustancia se aplica a la piel animal, protege en contra de la acción vesicante de la lewisita. Los resultados de las investigaciones indicaban que los arsenicales forman un quelato en anillo carente de toxicidad y muy estable con el dimercaprol.
Posteriormente se siguieron investigando los posibles usos del dimercaprol como quelante, hasta que en 1951, comenzó a usarse en la terapéutica de la enfermedad de Wilson con éxito.

## Propiedades
Las soluciones acuosas de dimercaprol son inestables debido a la autooxidación, por esto se requiere que se solubilice en aceites vegetales. El dimercaprol es un agente reductor muy potente y es capaz de reducir la metahemoglobina a hemoglobina.

## Farmacocinética y mecanismo de acción
Los tioles reaccionan con arsenicales trivalentes como la lewisita o el arsenito de sodio para formar tioarsenitos. Las acciones farmacológicas del dimercaprol son el resultado de la formación de complejos de quelación entre sus grupos sulfhidrilo y los metales. Con metales como el mercurio, el oro y el arsénico la combinación debe poseer una elevada estabilidad para que puedan ser excretados fácilmente. De manera adicional, los enlaces sulfuro-metal de los compuestos deben ser lábiles en la orina tubular ácida para evitar la toxicidad al riñón. 
El dimercaprol  se administra  por inyección intramuscular profunda en solución al 10%. Las concentraciones pico en sangre se alcanzan en 30 a 60 minutos. La vida media del fármaco es corta en realidad por lo que la degradación metabólica y la excreción del dimercaprol se completa al final de las 4 horas.

## Efectos secundarios y toxicidad
En el hombre se han notado una gran variedad de efectos secundarios tras la administración del medicamento que suelen ser de apariencia dramática pero nada serios o que pongan en peligro la vida. Las reacciones al dimercaprol ocurren en la mitad de los sujetos tratados que han recibido intramuscularmente una dosis de 5 mg/Kg. Dada su vida media, no se espera un efecto acumulativo si las dosis se repiten pasando 4 horas entre cada aplicación. Uno de los efectos que más se han notado es el elevamiento de las presiones arteriales sistólicas y diastólicas acompañadas de taquicardia. Otros efectos secundarios son náuseas, vómito, cefalea, sensación de ardor en labios, boca y garganta. Dolor en el pecho, manos. Junto con una conjuntivitis, pueden aparecer también blefaroespasmo, lagrimeo, rinorrea y salivación excesiva. Algunas personas sienten ardor en el pene; puede haber excesiva sudoración en frente y manos. En ocasiones se notan abscesos no infecciosos en el sitio de la inyección. Los pacientes pueden referir una ansiedad y desasosiego. Puede llegar a haber una reducción transitoria del porcentaje de leucocitos polimorfonucleares.
Las reacciones en niños son iguales que en los adultos, pero se agrega la aparición de una fiebre que desaparece al eliminar la droga.

### Advertencias especiales y contraindicaciones
El dimercaprol puede llegar a causar anemia hemolítica en pacientes que son deficientes de la enzima glucosa-6-fosfato deshidrogenasa (G6FD). El fármaco deberá evitarse en personas con insuficiencia hepática a menos que ésta sea resultado de un envenenamiento por la presencia de plomo.

## Usos e indicaciones
El dimercaprol es más eficáz mientras más rápido se instaure la terapéutica tras la exposición al metal. El dimercaprol antagoniza las acciones biológicas de los metales que forman mercáptidos como el arsénico, el mercurio y el oro (cuando éste se ha utilizado en crisoterapia y se ha acumulado de manera excesiva). El dimercaprol puede ser combinado con CaNa2EDTA en la terapéutica contra el envenenamiento por plomo. En la enfermedad de Wilson se ha visto una excelente perspectiva.

## Dimercaprol en combinación
El Melarsoprol, fármaco contra la tripanosomiasis, es el producto de la condensación del óxido de melarsen con dimercaprol. El producto de condensación tiene incrustado el arsénico en un anillo de cinco miembros. El desarrollo del dimercaprol y su habilidad para desintoxicar arsenicales trivalentes condujo a la combinación de un número de productos de los cuales sólo uno había entrado al uso general: el melarsoprol.

## Presentaciones
El dimercaprol está disponible en ampolleta de 100 mg/ml, para aplicación intramuscular en solución de aceite de cacahuate.